# Göhren (Bischofsgrün)
Göhren ist ein Gemeindeteil der Gemeinde Bischofsgrün im Landkreis Bayreuth (Oberfranken, Bayern). Göhren liegt in der Gemarkung Bischofsgrün.

## Geografie
Die Einöde liegt wie der Hauptort in einer Rodungsinsel des Bischofsgrüner Forstes. Östlich des Ortes liegen die Sportanlagen der Gemeinde. Ein Anliegerweg führt 400 Meter nordwestlich nach Bischofsgrün.

## Geschichte
Zwischen 1702 und 1739 wurde das erste Haus gebaut.
Göhren gehörte zur Realgemeinde Bischofsgrün. Gegen Ende des 18. Jahrhunderts bestand Göhren aus einem Anwesen. Die Hochgerichtsbarkeit stand dem bayreuthischen Stadtvogteiamt Berneck zu. Das Kastenamt Gefrees war Grundherr des Wohnhauses.
Von 1797 bis 1810 unterstand Göhren dem Justiz- und Kammeramt Gefrees. Infolge des Ersten Gemeindeedikts wurde Göhren dem 1812 gebildeten Steuerdistrikt Bischofsgrün und der Ruralgemeinde Bischofsgrün zugewiesen.

### Einwohnerentwicklung
| Jahr      | 001818 | 001819 | 001861 | 001871 | 001885 | 001900 | 001925 | 001950 | 001961 | 001970 | 001987 |
| Einwohner | *      | *      | †      | 14     | 17     | 15     | 13     | 7      | 8      | 6      | 5      |
| Häuser    | *      |        |        |        | 2      | 2      | 2      | 2      | 2      |        | 2      |
| Quelle    | [ 7 ]  | [ 10 ] | [ 11 ] | [ 12 ] | [ 13 ] | [ 14 ] | [ 15 ] | [ 16 ] | [ 17 ] | [ 18 ] | [ 1 ]  |

## Religion
Göhren ist nach St. Matthäus (Bischofsgrün) gepfarrt und evangelisch-lutherisch geprägt.